# 波斯黇鹿
波斯黇鹿（Dama mesopotamica），又稱美索不達米亞黇鹿。

## 特徵
波斯黇鹿較黇鹿大，鹿角也較大，但較少呈掌狀。牠們接近滅絕，只餘下650頭棲息在伊朗的胡齊斯坦省、馬贊德蘭省及爾米亞湖的島上。牠們以往分佈在美索不達米亞及埃及至昔蘭尼加及塞浦路斯。牠們喜歡棲息在遼闊的林地。現存的可能面對近親繁殖及缺乏遺傳多樣性。自1996年起，牠們就逐步由卡梅爾重新引進到以色列北部的野地，當中超過650頭已生活在加利利、迦密山及梭烈谷。

## 歷史
波斯黇鹿在新石器時代就已被引入到塞浦路斯。牠們在多個地點，包括基羅基蒂亞等。於200年就有希臘的記載指牠們將頭放在前面的背上游渡地中海，由黎巴嫩及迦密山到達塞浦路斯。在希臘厄皮魯斯的鹿也是以此方法到達科孚島。馬鹿也會在遷徙季節橫渡海洋。但是黇鹿則沒有這種行為。
波斯黇鹿於1951年被認為已經滅絕，但後來在胡齊斯坦省再次發現少量群族。

## 外部連結
- http://www.animalinfo.org/species/artiperi/damameso.htm （页面存档备份，存于）
- http://www.iucnredlist.org/search/details.php/6232/summ